# Збройні сили Центральноафриканської Республіки
Збройні сили Центральноафриканської Республіки (фр. Forces armées centrafricaines, FACA) — сукупність військ Центральноафриканської Республіки, призначена для захисту свободи, незалежності і територіальної цілісності держави. Складаються з сухопутних військ, повітряних сил та національної жандармерії.

## Загальні відомості
Збройні сили Центральноафриканської Республіки комплектуються добровольцями, які досягли 18 років. Призив на військову службу відсутній.

## Склад збройних сил

### Повітряні сили
За даними журналу FlightGlobal, станом на 2020 рік, на озброєнні повітряних сил Центральноафриканської Республіки були 2 транспортних літаки і 1 багатоцільовий і бойовий вертоліт.
| Тип        | Виробництво     | Призначення             | Кількість | Примітки |        |
| Літаки     | Літаки          | Літаки                  | Літаки    | Літаки   | Літаки |
| ---------- | --------------- | ----------------------- | --------- | -------- | ------ |
| BN-2       | Велика Британія | транспортний літак      | 2         |          |        |
| Вертольоти |                 |                         |           |          |        |
| AS.550     | Франція         | багатоцільовий вертоліт | 1         |          |        |

Розпізнавальний знак
Знак на кіль